# Список сосудистых растений, занесённых в Красную книгу Республики Мордовия
Ниже приведён список сосудистых растений, занесённых в Красную книгу Республики Мордовия
В квадратных скобках после названия каждого растения указан цифровой код, обозначающий категорию редкости:

0 — вероятно, исчезнувшие на территории Республики Мордовия;

1 — исчезающие виды, выживание которых маловероятно, если не прекратится воздействие угрожающих для них факторов;

2 — уязвимые виды с неуклонно сокращающейся численностью;

3 — редкие виды, распространённые на небольших территориях, либо на больших, но с низкой плотностью популяций;

4 — виды с неопределённым статусом, сведения об их состоянии недостаточны;

## Папоротниковидные
Семейство Кочедыжниковые (Athyriaceae)
- Диплазий сибирский (Diplasium sibiricum) [0]

Семейство Сальвиниевые (Salviniaceae)
- Сальвиния плавающая (Salvinia natans) [2]

Семейство Ужовниковые (Ophioglossaceae)
- Гроздовник виргинский (Botrychium virginianum) [1]
- Гроздовник ромашколистный (Botrychium matricariifolium) [1]

## Хвощевидные
Семейство Хвощёвые (Equisetaceae)
- Хвощ ветвистый (Equisetum ramosissimum) [1]

## Плауновидные
Семейство Плауновые (Lycopodiaceae)
- Баранец обыкновенный (Huperzia selago) [1]
- Плаун трёхколосковый (Lycopodium tristachyum) [1]

## Голосеменные
Семейство Кипарисовые (Cupressaceae)
- Можжевельник обыкновенный (Juniperus communis) [2]

## Цветковые(покрытосеменные)

### Однодольные
Семейство Рдестовые (Potamogetonaceae)
- Рдест альпийский (Potamogeton alpinus) [3]
- Рдест длиннейший (Potamogeton praelongus) [3]
- Рдест злаковый (Potamogeton gramineus) [4]
- Рдест красноватый (Potamogeton rutilus) [0]
- Рдест остролистный (Potamogeton acutifolius) [4]
- Рдест туполистный (Potamogeton obtusifolius) [3]

Семейство Наядовые (Najadaceae)
- Наяда большая (Najas major) [2]
- Наяда малая (Najas minor) [1]

Семейство Шейхцериевые (Scheuchzeriaceae)
- Шейхцерия болотная (Scheuchzeria palustris) [2]

Семейство Частуховые (Alismataceae)
- Частуха злаковая (Alisma gramineum) [4]

Семейство Злаки (Poaceae)
- Зубровка ползучая (Hierochloe repens) [4]
- Ковыль волосовидный (Stipa capillata) [2]
- Ковыль Залесского (Stipa zalesskii) [1]
- Ковыль красивейший (Stipa pulcherrima) [0]
- Ковыль опушеннолистный (Stipa dasyphylla) [0]
- Ковыль перистый (Stipa pennata) [2]
- Ковыль сарептский (Stipa sareptana) [1]
- Ковыль узколистный (Stipa tirsa) [2]
- Цинна широколистная (Cinna latifolia) [3]
- Лерхенфельдия извилистая (Lerchenfeldia flexuosa) [3]
- Бухарник мягкий (Holcus mollis) [1]
- Овсец пустынный (Helictotrichon desertorum) [1]
- Овсец Шелля (Helictotrichon schellianum) [1]
- Перловник трансильванский (Melica transsilvanica) [1]
- Манник литовский (Glyceria lithuanica) [2]
- Пырейник волокнистый (Elymus fibrosus) [3]
- Пырей плевеловидный (Elytrigia lolioides) [2]

Семейство Осоковые (Cyperaceae)
- Пушица стройная (Eriophorum gracile) [0]
- Пушица широколистная (Eriophorum latifolium) [1]
- Очеретник белый (Rhynchospora alba) [1]
- Осока вздутоносая (Carex rhynchophysa) [3]
- Осока волосовидная (Carex capillaris) [4]
- Осока Гартмана (Carex hartmanii) [3]
- Осока двудомная (Carex dioica) [0]
- Осока двусемянная (Carex disperma) [2]
- Осока жёлтая (Carex flava) [1]
- Осока заливная (Carex irrigua) [2]
- Осока приземистая (Carex supina) [2]
- Осока светлая (Carex diluta) [4]
- Осока струннокоренная (Carex chordorrhiza) [1]
- Осока топяная (Carex limosa) [2]

Семейство Луковые (Alliaceae)
- Лук желтеющий (Allium flavescens) [2]
- Лук шаровидный (Allium globosum) [1]

Семейство Лилейные (Liliaceae)
- Лилия саранка (Lilium martagon) [2]
- Рябчик русский (Fritillaria ruthenica) [1]
- Тюльпан Биберштейна (Tulipa biebersteiniana) [1]
- Пролеска сибирская (Scilla sibirica) [1]

Семейство Ирисовые (Iridaceae)
- Ирис безлистный (Iris aphylla) [2]
- Ирис сибирский (Iris sibirica) [3]
- Шпажник черепитчатый (Gladiolus imbricatus) [2]

Семейство Орхидные (Orchidaceae)
- Венерин башмачок крапчатый (Cypripedium guttatum) [1]
- Венерин башмачок настоящий (Cypripedium calceolus) [1]
- Гаммарбия болотная (Hammarbya paludosa) [1]
- Мякотница однолистная (Malaxis monophyllos) [1]
- Ладьян трёхнадрезный (Corallorhiza trifida) [1]
- Тайник сердцевидный (Listera cordata) [1]
- Дремлик болотный (Epipactis palustris) [3]
- Пыльцеголовник красный (Cephalanthera rubra) [2]
- Надбородник безлистный (Epipogium aphyllum) [1]
- Гудайера ползучая (Goodyera repens) [2]
- Бровник одноклубневый (Herminium monorchis) [1]
- Неоттианта клобучковая (Neottianthe cucullata) [2]
- Пололепестник зеленый (Coeloglossum viride) [4]
- Любка зелёноцветковая (Platanthera chlorantha) [2]
- Кокушник длиннорогий (Gymnadenia conopsea) [3]
- Ятрышник обожжённый (Orchis ustulata) [0]
- Ятрышник шлемоносный (Orchis militaris) [1]
- Пальчатокоренник кровавый (Dactylorhiza cruenta) [2]
- Пальчатокоренник пятнистый (Dactylorhiza maculata) [2]

### Двудольные
Семейство Ивовые (Salicaceae)
- Ива лопарская (Salix lapponum) [2]
- Ива черничная (Salix myrtilloides) [2]

Семейство Берёзовые (Betulaceae)
- Берёза приземистая (Betula humilis) [0]
- Ольха серая (Alnus incana) [1]

Семейство Маревые (Chenopodiaceae)
- Терескен обыкновенный (Ceratoides papposa) [1]

Семейство Гвоздичные (Caryophyllaceae)
- Песчанка Биберштейна (Arenaria biebersteiniana) [1]
- Куколь обыкновенный (Agrostemma githago) [0]
- Смолёвка башкирская (Silene baschkirorum) [1]
- Смолёвка многоцветковая (Silene multiflora) [0]
- Смолёвка ползучая (Silene repens) [1]
- Смолёвка сибирская (Silene sibirica) [2]
- Гвоздика песчаная (Dianthus arenarius) [2]
- Гвоздика полевая (Dianthus campestris) [4]
- Гвоздика пышная (Dianthus superbus) [2]

Семейство Лютиковые (Ranunculaceae)
- Живокость клиновидная (Delphinium cuneatum) [2]
- Ветреница лесная (Anemone sylvestris) [2]
- Прострел раскрытый (Pulsatilla patens) [2]
- Ломонос прямой (Clematis recta) [1]
- Лютик волосистолистный (Ranunculus trichophyllus) [3]
- Лютик Кауфмана (Ranunculus kauffmanii) [3]
- Лютик многолистный (Ranunculus polyphyllus) [3]
- Адонис весенний (Adonis vernalis) [2]

Семейство Крестоцветные (Cruciferae)
- Лунник оживающий (Lunaria rediviva) [2]

Семейство Росянковые (Droseraceae)
- Росянка круглолистная (Drosera rotundifolia) [2]

Семейство Розоцветные (Rosaceae)
- Спирея городчатая (Spiraea crenata) [2]
- Спирея Литвинова (Spiraea litvinovii) [1]
- Кизильник черноплодный (Cotoneaster melanocarpus) [2]
- Лапчатка песчаная (Potentilla arenaria) [2]
- Манжетка чамзинская (Alchemilla czamsinensis) [3]
- Шиповник ржаво-красный (Rosa rubiginosa) [3]
- Миндаль низкий (Prunus tenella) [1]

Семейство Бобовые (Fabaceae)
- Клевер люпиновый (Trifolium lupinaster) [1]
- Астрагал австрийский (Astragalus austriacus) [2]
- Астрагал бороздчатый (Astragalus sulcatus) [0]
- Астрагал эспарцетный (Astragalus onobrychis) [2]
- Чина бледноватая (Lathyrus pallescens) [1]
- Чина болотная (Lathyrus palustris) [3]

Семейство Льновые (Linaceae)
- Лён желтый (Linum flavum) [2]
- Лён многолетний (Linum perenne) [1]

Семейство Истодовые (Polygalaceae)
- Истод Вольфганга (Polygala wolfgangiana) [3]
- Истод сибирский (Polygala sibirica) [2]

Семейство Молочайные (Euphorbiaceae)
- Молочай русский (Euphorbia rossica) [1]

Семейство Кленовые (Aceraceae)
- Клён равнинный (Acer campestre) [3]

Семейство Зверобойные (Hypericaceae)
- Зверобой изящный (Hypericum elegans) [2]

Семейство Повойничковые (Elatinaceae)
- Повойничек перечный (Elatine hydropiper) [3]

Семейство Ладанниковые (Cistaceae)
- Солнцецвет монетолистный (Helianthemum nummularium) [1]

Семейство Фиалковые (Violaceae)
- Фиалка топяная (Viola uliginosa) [2]

Семейство Рогульниковые (Trapaceae)
- Рогульник плавающий (Trapa natans) [2]

Семейство Зонтичные (Umbelliferae)
- Володушка золотистая (Bupleurum aureum) [2]
- Морковник обыкновенный (Silaum silaus) [1]
- Дудник болотный (Angelica palustris) [3]

Семейство Грушанковые (Pyrolaceae)
- Грушанка средняя (Pyrola media) [4]
- Одноцветка крупноцветковая (Moneses uniflora) [3]

Семейство Вересковые (Ericaceae)
- Подбел обыкновенный (Andromeda polifolia) [1]
- Толокнянка обыкновенная (Arctostaphylos uva-ursi) [1]
- Клюква болотная (Oxycoccus palustris) [2]
- Клюква мелкоплодная (Oxycoccus microcarpus) [0]

Семейство Бурачниковые (Boraginaceae)
- Оносма простейшая (Onosma simplicissima) [2]

Семейство Губоцветные (Labiatae)
- Шлемник приземистый (Scutellaria supina) [1]
- Шалфей луговой (Salvia pratensis) [2]
- Тимьян клоповый (Thymus cimicinus) [1]

Семейство Норичниковые (Scrophulariaceae)
- Коровяк фиолетовый (Verbascum phoeniceum) [2]
- Норичник теневой (Scrophularia umbrosa) [3]
- Авран лекарственный (Gratiola officinalis) [3]
- Вероника ложная (Veronica spuria) [2]
- Наперстянка крупноцветковая (Digitalis grandiflora) [1]
- Мытник мохнатоколосый (Pedicularis dasystachys) [1]
- Мытник скипетровидный (Pedicularis sceptrum-carolinum) [3]

Семейство Заразиховые (Orobanchaceae)
- Заразиха бледноцветковая (Orobanche pallidiflora) [4]
- Заразиха большая (Orobanche elatior) [3]
- Заразиха синеватая (Orobanche coerulescens) [3]

Семейство Пузырчатковые (Lentibulariaceae)
- Пузырчатка средняя (Utricularia intermedia) [0]

Семейство Мареновые (Rubiaceae)
- Подмаренник трёхцветковый (Galium triflorum) [3]

Семейство Ворсянковые (Dipsacaceae)
- Скабиоза исетская (Scabiosa isetensis) [1]

Семейство Сложноцветные (Compositae)
- Астра ромашковая (Aster amellus) [2]
- Солонечник мохнатый (Galatella villosa) [1]
- Солонечник обыкновенный (Galatella lynosyris) [2]
- Солонечник русский (G. rossica) [4]
- Жабник малый (Filago minima) [3]
- Цмин песчаный (Helichrysum arenarium) [2]
- Девясил германский (Inula germanica) [1]
- Полынь армянская (Artemisia armeniaca) [2]
- Полынь понтийская (Artemisia pontica) [2]
- Полынь шелковистая (Artemisia sericea) [2]
- Полынь широколистная (Artemisia latifolia) [2]
- Крестовник татарский (Senecio tataricus) [3]
- Крестовник Черняева (Senecio czernjaevii) [1]
- Крестовник Швецова (Senecio schvetzovii) [2]
- Крестовник эруколистный (Senecio erucifolius) [4]
- Бодяк венгерский (Cirsium pannonicum) [3]
- Бодяк серый (Cirsium canum) [2]
- Василек русский (Centaurea ruthenica) [2]
- Ястребинка ядовитая (Hieracium virosum) [1]